# 不壊の白珠
『不壊の白珠』（ふえのしらたま）は、菊池寛による小説、および1929年に公開されたその映画化作品。
※本作はサイレント(無声)映画。

## 内容
編集者の木村徳三は、本作は川端康成が代筆したものであるとしている。

## 映画版

### キャスト
- 水野俊枝…八雲恵美子
- 成田省三…高田稔
- 水野玲子…及川道子
- 水野史郎…滝口新太郎
- 片山広介…新井淳
- 沢田…小村新一郎
- 水野の母…鈴木歌子
- 片山の姪・龍子…伊達里子
- 片山の姪・みつ子…谷崎龍子
- 片山の長女・よし子…高尾光子
- 片山の長男・広一郎…小藤田正一
- 片山の次女・なみ子…藤田陽子

### スタッフ
- 監督：清水宏
- 脚色：村上徳三郎

### 主題歌
- 「不壊の白珠」（歌：四家文子、作詞：西條八十、作曲：中山晋平）

### あらすじ
俊枝(八雲)は成田(高田)に好意を寄せているが、成田はそれに気づかず俊枝の妹・玲子(及川)と結婚してしまう。玲子の奔放さゆえ、二人に結婚生活も長くは続かないが…。